# ウロップ駅
座標: 北緯48度52分44秒 東経2度19分21秒 / 北緯48.878821度 東経2.32238度
ウロップ駅 (ウロップえき、Europe 発音例) は、パリ8区に位置するメトロの駅。パリメトロ3号線を利用することができる。

## 駅構造
相対式ホーム2面2線を有する地下駅。

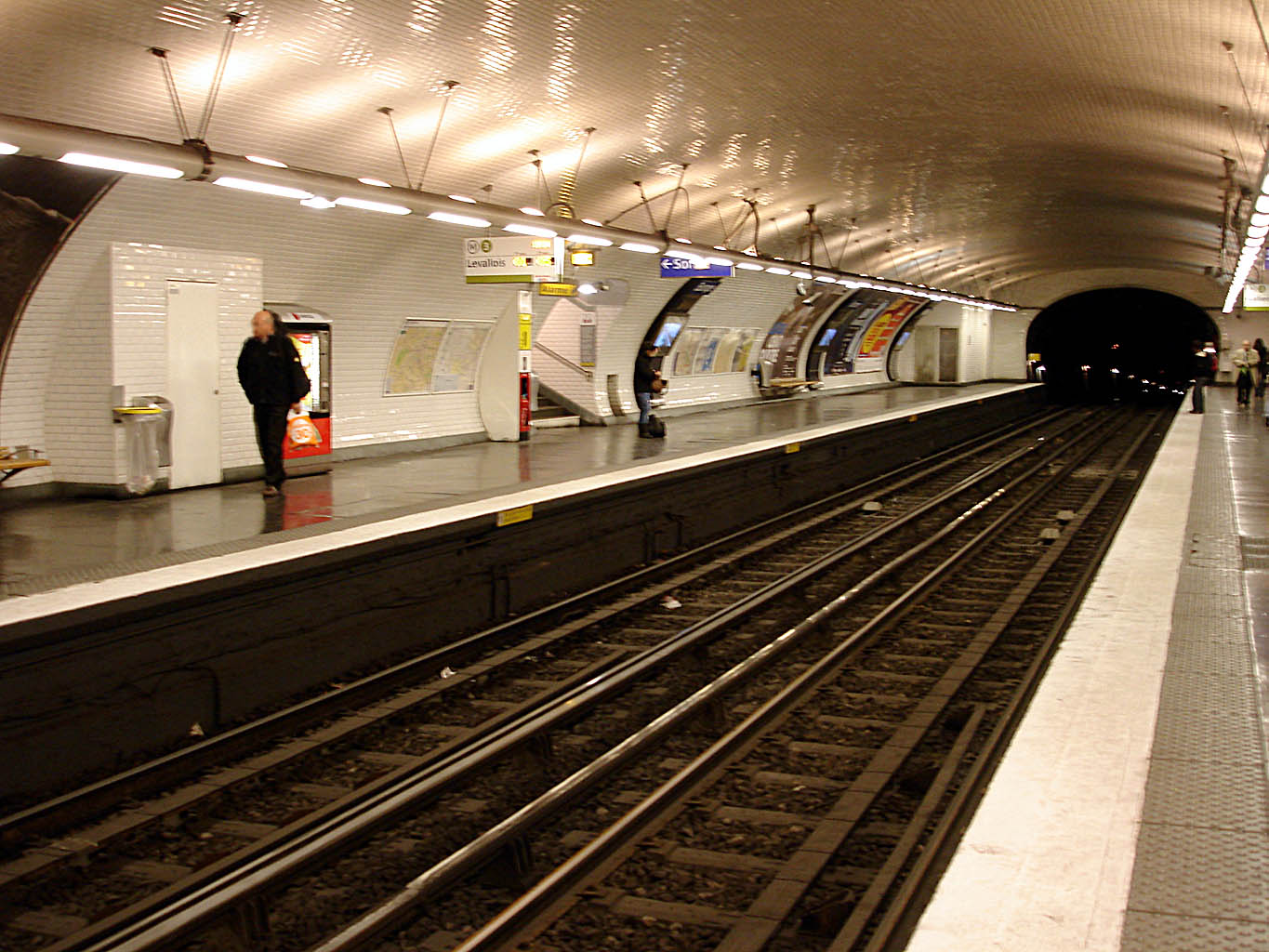
ホーム
- 通過風景